# Novigrad, Dalmacija
Novigrad (tudi Novigrad Zadarski; italijansko Novegradi) je mesto in ribiško pristanišče na južni obali Novigradskega morja, ki je središče občine Novigrad Zadrske županije.
Novigrad se nahaja ob izlivu potoka Draga na južni obali Novigradskega morja, ter ima lepo prodnato plažo in prijeten park. Mesto je znano po ribolovu in gojenju školjk.

## Zgodovina
Kraj se prvič omenja v začetku 13. stol. kot trdnjava, ki so jo zgradili knezi Gusić-Kurjakovići. Vanjo je bila leta 1386 pregnana Jelisava, vdova ogrsko-hrvaškega kralja Ljudevita I. Anžujskega ter leta 1387 usmrčena.
Poleg ostankov srednjeveškega obzidja sta zanimivi še starohrvaška cerkev, ki stoji na pokopališču, zgrajena v 10. do 11. stol., in zelo stara župnjiska cerkev sv. Martina. Cerkev ima v tlorisu obliko trilistne deteljice in je bila verjetno postavjena že v starokrščanski dobi. V bližini cerkve sv. Martina, na lokaciji Goričina, je bila odkrita starohrvaška nekropola. V bližina Novigrada so ostanki več srednjeveških trdnjav, nekropol in cerkvic.

## Demografija
| Pregled števila prebivalcev po letih | Pregled števila prebivalcev po letih | Pregled števila prebivalcev po letih | Pregled števila prebivalcev po letih | Pregled števila prebivalcev po letih | Pregled števila prebivalcev po letih | Pregled števila prebivalcev po letih | Pregled števila prebivalcev po letih | Pregled števila prebivalcev po letih | Pregled števila prebivalcev po letih | Pregled števila prebivalcev po letih | Pregled števila prebivalcev po letih | Pregled števila prebivalcev po letih | Pregled števila prebivalcev po letih | Pregled števila prebivalcev po letih |
| ------------------------------------ | ------------------------------------ | ------------------------------------ | ------------------------------------ | ------------------------------------ | ------------------------------------ | ------------------------------------ | ------------------------------------ | ------------------------------------ | ------------------------------------ | ------------------------------------ | ------------------------------------ | ------------------------------------ | ------------------------------------ | ------------------------------------ |
| 1857                                 | 1869                                 | 1880                                 | 1890                                 | 1900                                 | 1910                                 | 1921                                 | 1931                                 | 1948                                 | 1953                                 | 1961                                 | 1971                                 | 1981                                 | 1991                                 | 2001                                 |
| 637                                  | 848                                  | 880                                  | 969                                  | 966                                  | 1094                                 | 1178                                 | 934                                  | 889                                  | 860                                  | 800                                  | 837                                  | 662                                  | 640                                  | 542                                  |